# Mężczyzna moich marzeń
Mężczyzna moich marzeń (fr. Décalage horaire) – francuska komedia romantyczna z 2002 roku w reżyserii Danièle Thompson, wyprodukowana przez wytwórnię StudioCanal. Zdjęcia kręcono w Paryżu, Orgeval (departament Yvelines) oraz w Acapulco.
Premiera filmu odbyła się 7 września 2002 podczas 27. MFF w Toronto. Trzy tygodnie później, 30 września, obraz trafił do kin na terenie Francji.

## Fabuła
Film opisuje historię kosmetyczki Rose (Juliette Binoche), która właśnie rozstała się z partnerem i jedzie do Meksyku w poszukiwaniu nowej pracy. Szef kuchni Félix (Jean Reno) powraca ze Stanów, aby odnaleźć kobietę, którą wciąż kocha. Oboje spotykają się na paryskim lotnisku. Rose jest pełną pasji ekstrawertyczką, a Félix małomównym introwertykiem. Niechęć rodzi się między nimi natychmiast, jednak strajk obsługi i fatalna pogoda zmuszają ich do dłuższej interakcji i współdzielenia ostatniego pokoju w lotniskowym hotelu.

## Obsada
- Juliette Binoche jako Rose
- Jean Reno jako Félix
- Sergi López jako Sergio
- Scali Delpeyrat jako doktor
- Karine Belly jako pracownica obsługi Air France
- Raoul Billerey jako ojciec Félixa

## Odbiór

### Krytyka
Film Mężczyzna moich marzeń spotkał się z mieszaną reakcją krytyków. W serwisie Rotten Tomatoes 57% z sześćdziesięciu dziewięciu recenzji filmu jest pozytywne (średnia ocen wyniosła 5,86 na 10). Na portalu Metacritic średnia ocen z 28 recenzji wyniosła 53 punkty na 100.

### Nagrody i nominacje
| Rok  | Miejsce                         | Nagroda | Kategoria         | Odbiorcy i nominowani | Wynik     |
| ---- | ------------------------------- | ------- | ----------------- | --------------------- | --------- |
| 2003 | 28. ceremonia wręczenia Cezarów | Cezar   | Najlepsza aktorka | Juliette Binoche      | nominacja |